# ポータブル赤道儀
ポータブル赤道儀（ポータブルせきどうぎ）とは、光害のある都市から離れ美しい星の写真を撮影するために設計された小型の赤道儀式架台を言う。「ポタ赤」（ぽたせき）とも略称される。
一般的な定義としては、
1. バイクや公共交通機関により簡単に移動できる
2. 写真用三脚が使用できる[1]
3. 通常の望遠鏡にある大きな望遠鏡は付属せず、ガイド機能のみの非常に小型の鏡筒のみが付属するか、付属しない[2][3][4]
4. カメラ雲台を搭載できる三脚座がある[5][1]
5. 極軸望遠鏡により迅速な極軸合わせが可能になっている[5][6]

等が要件とされているが、ポータブル赤道儀とされている機種の中にもこれらの要件を満たさないものがある。
市販メーカー品としては、
- SWAT-mini、SWAT-200、SWAT-300、SWAT-350（ユニテック株式会社）
- TS-40H型、スカイキャンサー、スカイパトロール（高橋製作所）
- スカイグラフ（五藤光学研究所）
- スカイメモST、スカイメモNS、スカイメモR（ケンコー）
- GPガイドパック、ポラリエ（ビクセン）
- CD-1、CD-2（アイベル）
- TT320X-AG（AstroTrac）
- TOAST、TOAST-Pro（株式会社ゼロ[注釈 1]）

等が挙げられる。
さらに、専用オルゴールを装着して音楽を奏でながらゼンマイの動力で追尾するオルゴール赤道儀 MusicBox EQまで登場した。軽量コンパクトで電池不要のメリットがあるが、ゼンマイ1回の巻き上げで駆動時間は5分から6分のため、露出時間に制限がある。
また小型のドイツ式赤道儀の中には赤緯体を外すことによりポータブル赤道儀化するものがあり、高橋製作所のスペースボーイ、PM-1、五藤光学研究所のマークXがこれに当たる。ビクセンのGPガイドパックもGP赤道儀から赤緯体を外したものである。
ポータブル赤道儀は、20分から40分の露出を要した銀塩フィルム時代は、自作品も含め多くの天文ファンによって使われていた。しかし、デジタル一眼レフカメラの登場により露出時間が短くても充分な画像が得られるようになったことから、比較的焦点距離の短いレンズを使用した星座写真撮影の主役になりつつある。
三鷹光器のGN-170、ペンタックスのMS-5シリーズ等かなり大型のドイツ式赤道儀に「据え付け専用ではなく分解して自動車に搭載すれば何とか移動できる」という意味で「ポータブル赤道儀」と冠することがあるが、これらはいわゆる「ポータブル赤道儀」とは別物である。